# Canthon semiopacus
Canthon semiopacus är en skalbaggsart som beskrevs av Edgar von Harold 1868. Canthon semiopacus ingår i släktet Canthon och familjen bladhorningar. Inga underarter finns listade.